# Darby and Joan (1937)
Darby and Joan é um filme de drama britânico de 1937, dirigido por Syd Courtenay e estrelando Peggy Simpson, Ian Fleming, Tod Slaughter e Mickey Brantford.